# Anacolosa frutescens
Anacolosa frutescens ist eine Pflanzenart aus der Familie der Olacaceae in der Unterfamilie der Anacalosoideae aus Südostasien, Myanmar, Thailand, Malaysia, den Philippinen und Indonesien.

## Beschreibung
Anacolosa frutescens wächst als immergrüner Strauch oder meist als Baum bis 25–30 Meter hoch. Der Stammdurchmesser kann bis zu 1,4 Meter erreichen.
Die einfachen und ledrigen, fast kahlen Laubblätter sind kurz gestielt. Sie sind bis zu 20 Zentimeter lang, ganzrandig, spitz bis zugespitzt oder bespitzt und eiförmig, -lanzettlich bis elliptisch oder verkehrt-eiförmig. Der kurze, dicke Blattstiel ist bis etwa 0,5–1 Zentimeter lang.
Die gestielten Blüten erscheinen achselständig in kurz gestielten, doldigen Büscheln. Die kleinen 5–7-zähligen und grünlich-weißen, zwittrigen Blüten besitzen eine doppelte Blütenhülle. Der kleine, becherförmige Kelch besitzt nur minimale Zähnchen. Die dicklichen, aufrechten, innen, oben behaarten und bärtigen Petalen sind fast frei, mit kleinen, kapuzenförmigen sowie ausgebogenen Zipfeln. Die Staubblätter mit flachen Staubfäden sind nur klein, mit oben behaarten Antheren. Sie liegen im unteren Teil der konkaven Petalen. Der kegelförmige Fruchtknoten mit sehr kurzem Griffel und kleiner, kopfiger Narbe ist mittelständig. Es ist ein eckiger Diskus um dem Fruchtknoten herum vorhanden.
Es werden kleine, gelbe bis orange und einsamige, verkehrt-eiförmige bis ellipsoide, etwa 2–3 Zentimeter große Steinfrüchte gebildet.

## Verwendung
Die Samen und Früchte sind essbar. Die jüngeren und auch die reifen Früchte werden meist gekocht verwendet. Die Samen (Galonüsse) können roh oder gekocht und auch geröstet verwendet werden.